# فرایند استوالد

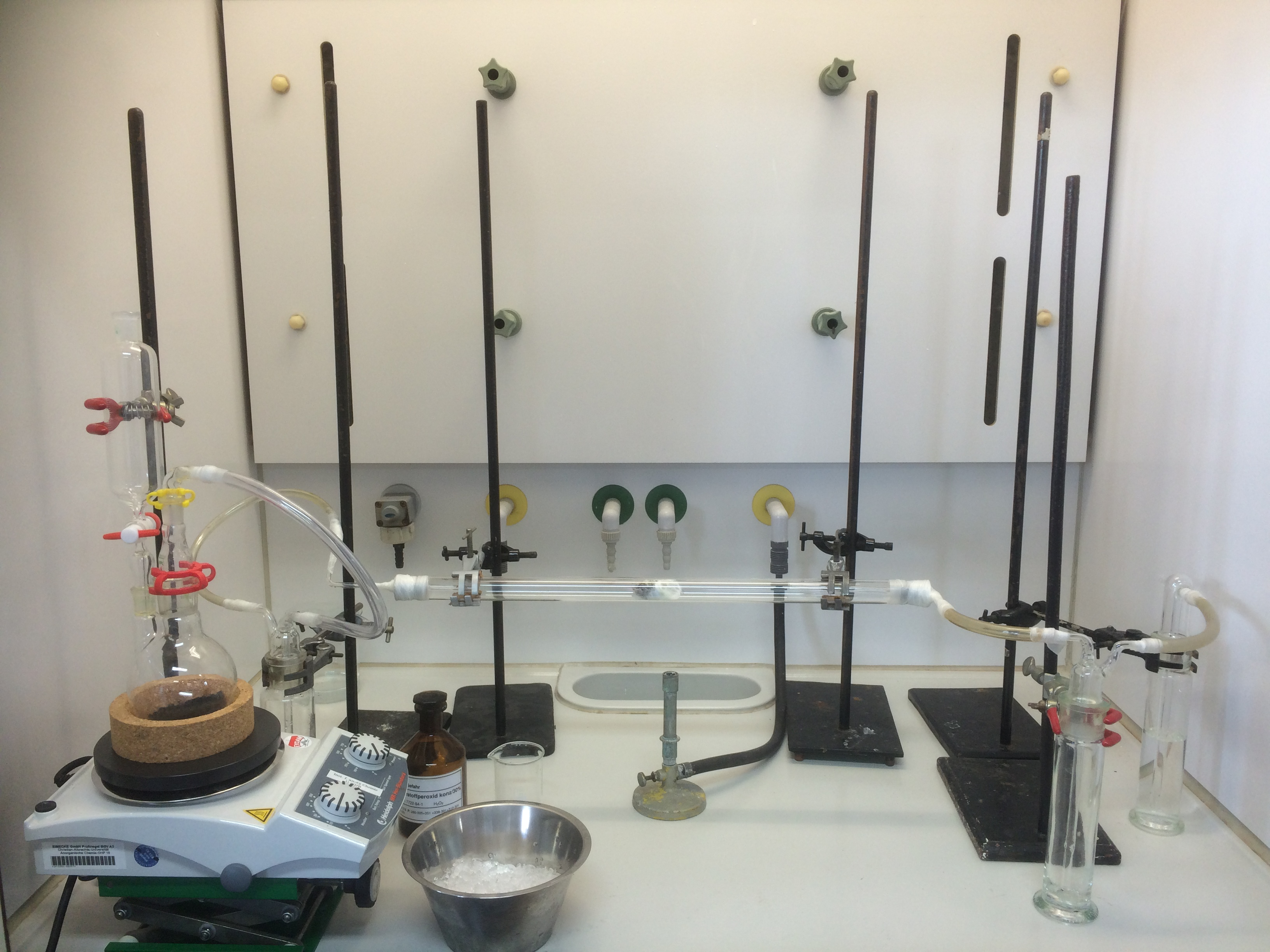
نمایی از سیستم آزمایشگاهیِ فرایند استوالد

فرایند استوالد یک فرایند شیمیایی در تهیهٔ اسید نیتریک (HNO3) است. ویلهلم اوستوالد این فرایند را توسعه داد و در ۱۹۰۲ حق امتیازش را به نام خود، ثبت کرد. این فرایند، ستون اصلی صنایع شیمیایی امروزی است و فراهم‌آورندهٔ مادهٔ خام انواع کودهای معمول تولیدی است. از دیدگاه تاریخی و در عمل فرایند استوالد ارتباط نزدیکی با فرایند هابر که فراهم‌آورندهٔ مواد لازم در تهیهٔ آمونیاک است، دارد.

## توضیح
آمونیاک در دو گام به نیتریک اسید تبدیل می‌شود. نخست آن را در حضور اکسیژن یک فروکافت مانند پلاتین با ۱۰٪ رودیم، حرارت می‌دهیم تا اکسایش-کاهش شود و نیتریک اکسید و آب بدست آید. این گام به شدت گرمازا است:
4 NH3 (g) + 5 O2 (g) → 4 NO (g) + 6 H2O (g) (ΔH = −905.2 kJ)
گام دوم دارای دو واکنش است و در یک ابزار جذب که آب دارد، صورت می‌گیرد. نخست اکسید نیتریک دوباره اکسید می‌شود  تا نیتروژن دی‌اکسید بدست آید. هنگام کاهش ماده و تبدیل دوبارهٔ آن به نیتریک اکسید گاز توسط آب جذب می‌شود و محصول مورد نظر (نیتریک اسید به شکل رقیق) بدست می‌آید:
2 NO (g) + O2 (g) → 2 NO2 (g) (ΔH = −114 kJ/mol)
3 NO2 (g) + H2O (l) → 2 HNO3 (aq) + NO (g) (ΔH = −117 kJ/mol)
NO دوباره بازیابی می‌شود و اسید در غلظتی که دوست داریم با کمک تقطیر بدست می‌آید.
اگر گام آخر در مجاورت هوا صورت می‌گرفت داشتیم:
4 NO2 (g) + O2 (g) + 2 H2O (l) → 4 HNO3 (aq)
در گام نخست که گام مهمی هم هست، شرایط باید به قرار زیر باشد:
- فشار باید میان ۴ تا ۶ اتمسفر باشد (۴۱۰ تا ۱۰۰۰ کیلوپاسکال)
- دما باید نزدیک به ۲۳۰ درجهٔ سانتیگراد باشد.

بخشی از فرایند که پیچیده می‌شود و باید به آن توجه کرد، یک واکنش جانبی است که در اثر آن نیتریک اکسید دوباره به N
2 تبدیل می‌شود:
4 NH
3 + 6 NO → 5 N
2 + 6 H
2O
این یک واکنش جانبی است که با کمینه کردن مدت تماس مخلوط گازها با فروکافت، امکان وقوع آن را به حداقل می‌رسانیم.